# Gosaikunda
Gosaikunda (en népalais : गोसाईकुण्ड) est une municipalité rurale du Népal située dans le district de Rasuwa. Au recensement de 2011, elle comptait 7 143 habitants.
Elle regroupe les anciens comités de développement villageois de Thuman, Timure, Bridhim, Langtang, Syafru et Dhunche.